# Saltfleetby St Clement
Saltfleetby St Clement – wieś w Anglii, w hrabstwie Lincolnshire. Leży 14 km od Louth, 53,2 km od Lincoln i 211 km od Londynu.
W 1961 roku civil parish liczyła 69 mieszkańców.